# بيل ستيفنز
بيل ستيفنز (بالإنجليزية: Bill Stevens)‏ هو لاعب كرة قدم أسترالية أسترالي، ولد في 26 مايو 1939.

## وصلات خارجية
- بيل ستيفنز على موقع AustralianFootball.com (الإنجليزية)
- بيل ستيفنز على موقع AFLtables.com (الإنجليزية)